# Oberdeutsche Dialekte

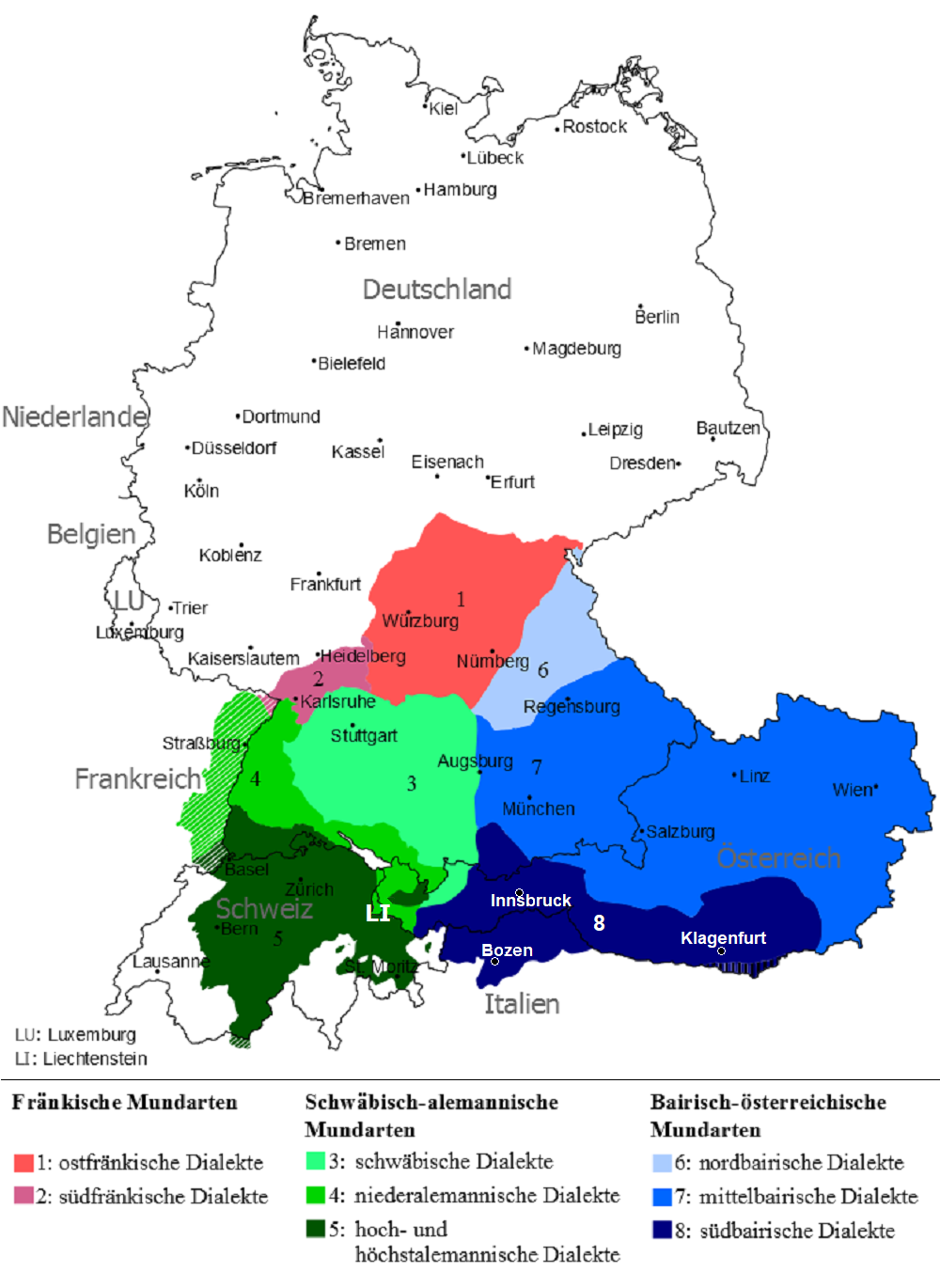
Oberdeutsche Dialekte nach 1945

Die oberdeutschen Dialekte sind die im Süden des deutschen Sprachraumes (Oberdeutschland) gesprochenen hochdeutschen Mundarten. Sie unterscheiden sich vom angrenzenden Mitteldeutsch darin, dass die sogenannte zweite oder hochdeutsche Lautverschiebung in stärkerem Maße durchgeführt worden ist.

## Umfang
Die oberdeutschen Dialekte werden wie folgt untergliedert:
- Bairisch, auch Ostoberdeutsch
  - Nordbairisch
  - Mittelbairisch
  - Südbairisch
- Alemannisch im weiteren Sinne, auch Alemannisch-Schwäbisch oder Westoberdeutsch
  - Schwäbisch
  - Alemannisch im engeren Sinne
    - Oberrheinalemannisch oder Niederalemannisch
    - Bodenseealemannisch oder Mittelalemannisch
    - Hochalemannisch
    - Höchstalemannisch
- Ostfränkisch; auch als Fränkisch bezeichnet
- Südfränkisch
- Auch das ausgestorbene Langobardische wird wegen der vollständig durchgeführten hochdeutschen Lautverschiebung zu den oberdeutschen Dialekten gezählt.

## Merkmale
Von den mitteldeutschen Sprachen werden die oberdeutschen Sprachen durch die vollständig durchgeführte Lautverschiebung für p abgegrenzt, also alle Sprachen, in denen p vollständig zu pf verschoben wurde (Apfel statt Appel und Pfund statt Pund). Die Isoglosse, welche nach dieser Definition die Nordgrenze der oberdeutschen Sprachen darstellt, wird Speyerer Linie genannt.
Darüber hinaus gibt es einige weitere phonologische oder morphosyntaktische Merkmale, die als typisch oberdeutsch gelten, jedoch nicht unbedingt in allen Dialekten zu finden sind oder auch in angrenzenden mitteldeutschen Dialekten vorkommen können:
- Der Schwund des Präteritums und stattdessen die Verwendung des Perfekts als normale Erzählzeit
- Bei den Verben stehen, sitzen, liegen und hängen wird das Perfekt mit dem Hilfsverb sein statt haben gebildet
- Die Synkope der Vorsilbe ge- zu g- (z. B. Gschenk)
- Das Diminutivsuffix ist nicht -chen, sondern -lein (-le, -la, -li, -el, -l etc.)
- Die Tilgung des ch in nicht (net, nit, nöt etc.)
- Die nicht durchgeführte Monophthongierung der mittelhochdeutschen Diphthonge ie, uo und üe (Merkphrase liebe guete Brüeder)
- Die Kürzung des Personalpronomens ich zu i
- Die n-Apokope in der unbetonten Endsilbe -en (z. B. singe statt singen)
- Die stimmlose Aussprache des s am Wortanfang.

## Historische Schreibsprachen
Bis 1774 gab es eine anerkannte oberdeutsche Schreibsprache, die nach dem „spätbarocken Sprachenstreit“ von Maria Theresia von Österreich zugunsten der gemeindeutschen, ganz überwiegend auf dem Ostmitteldeutschen basierenden Schriftsprache aufgegeben wurde, um eine sprachliche Entfremdung zu verhindern.
Eine südwestoberdeutsch basierte, alemannische Schreibsprache war überdies die Eidgenössische Landsprach, die in der Schweiz im 15. und 16. Jahrhundert gebräuchlich war.